# Mai 2008
Acest articol este generat integral pe baza informațiilor din articolul 2008 și este actualizat periodic de un robot.
 Editările făcute în articol vor fi șterse la următoarea actualizare! Dacă doriți să faceți modificări, editați articolul-sursă.

ianuarie -
februarie -
martie -
aprilie -
mai -
iunie -
iulie -
august -
septembrie -
octombrie -
noiembrie -
decembrie
Mai 2008 a fost a cincea lună a anului și a început într-o zi de joi.

## Evenimente

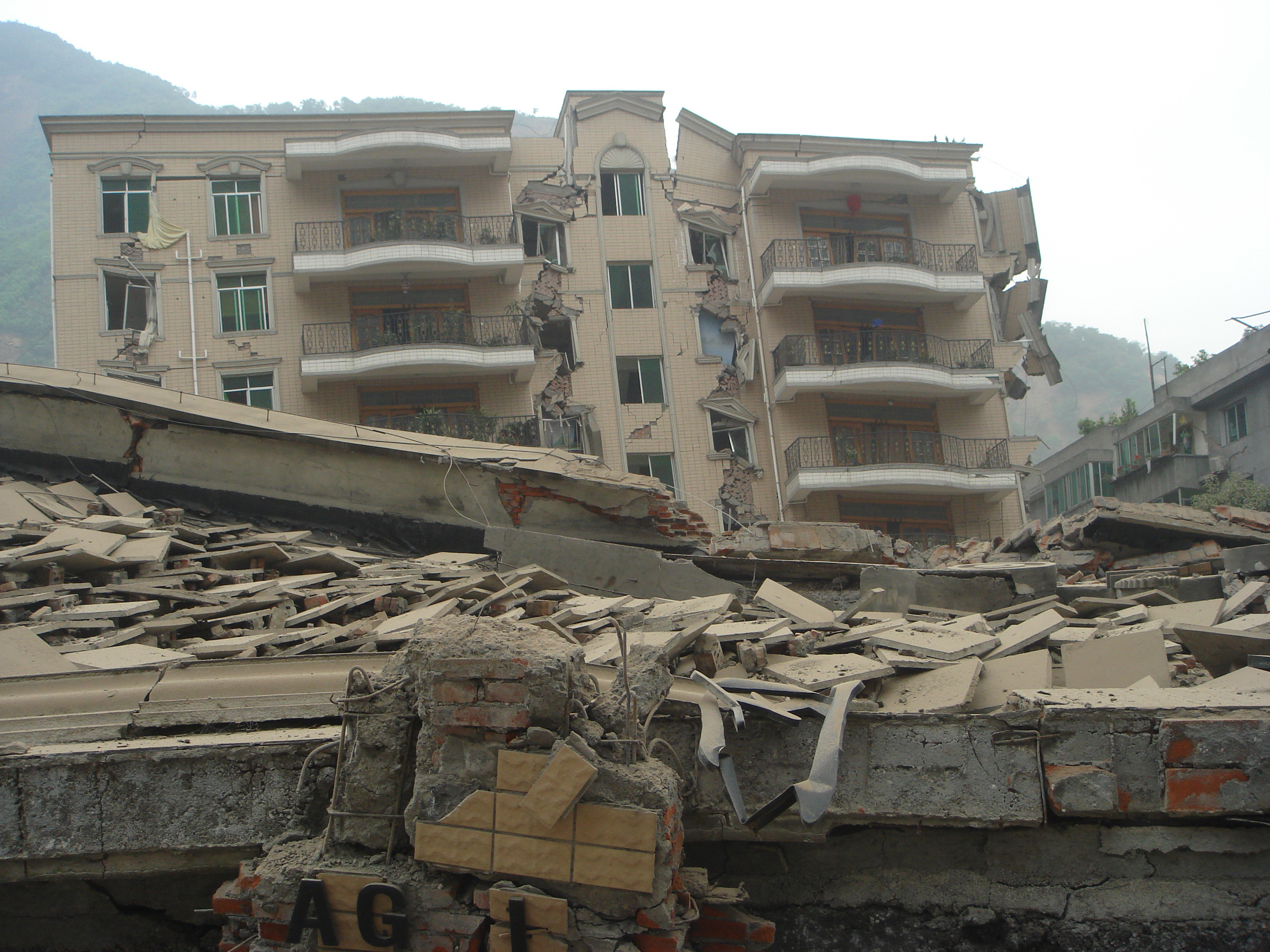
12 mai: Cutremur în China.

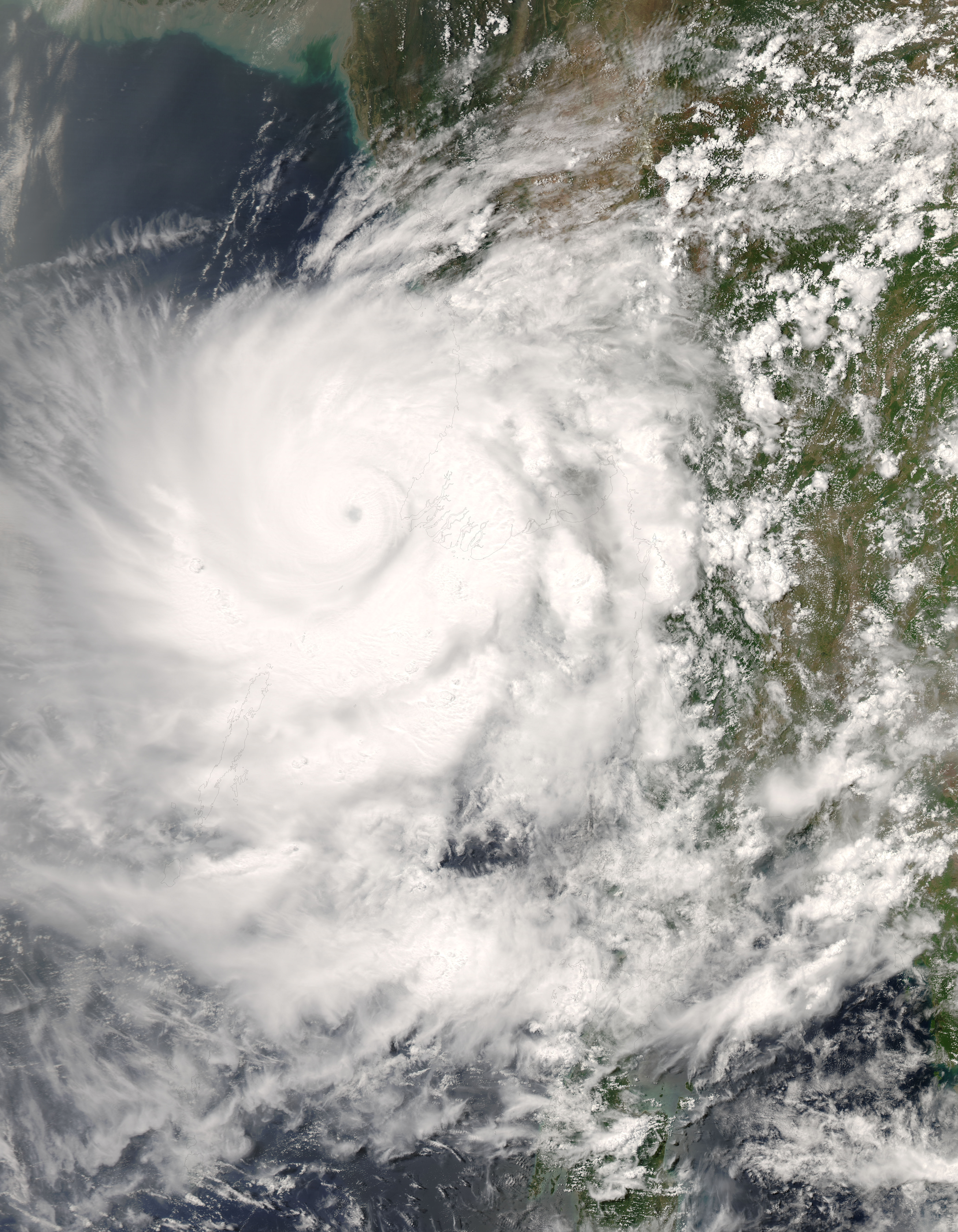
Ciclonul Nargis

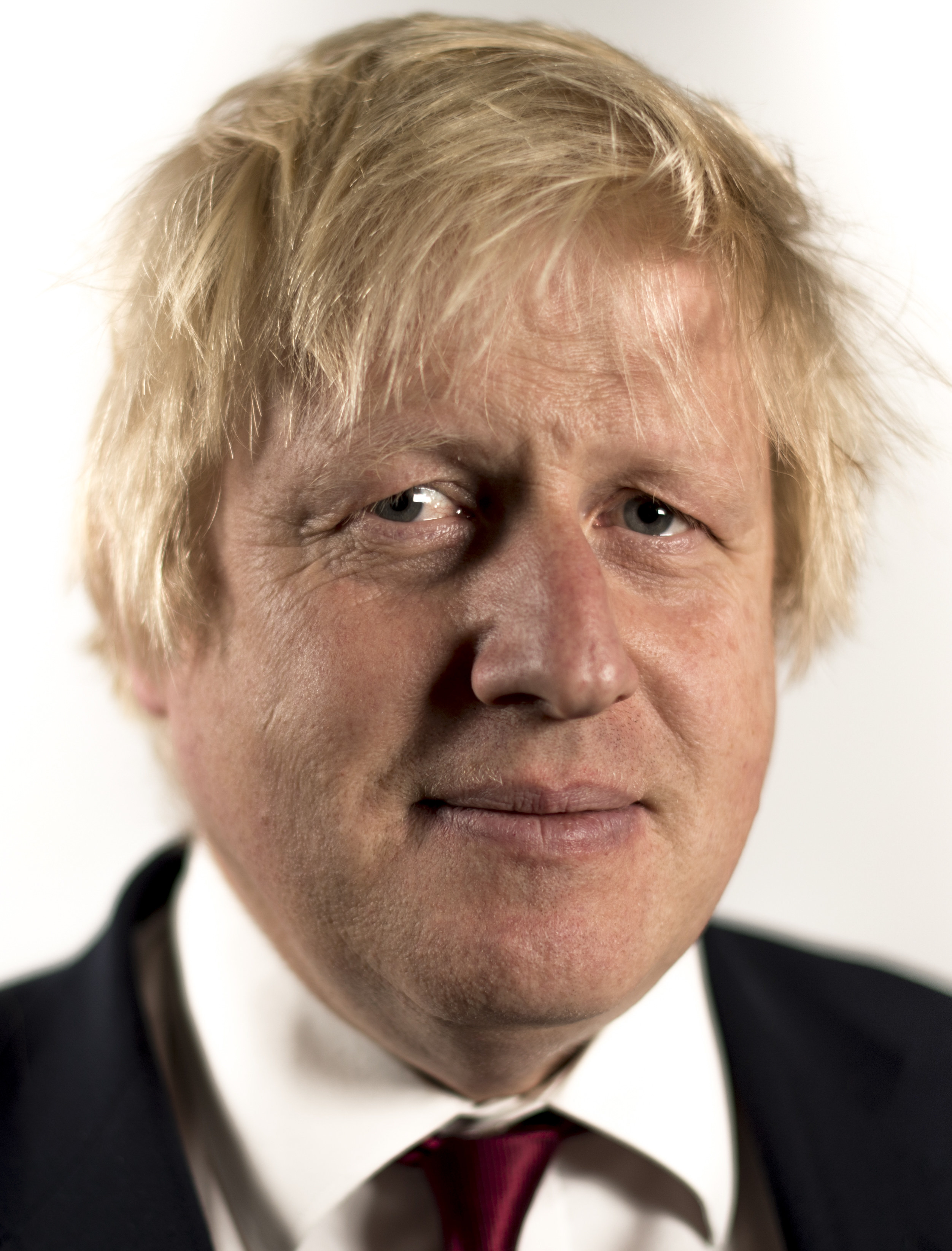
Alegeri pentru primăria Londrei câștigate de conservatorul Boris Johnson

- 1 mai: Alegeri pentru primăria Londrei câștigate de conservatorul Boris Johnson.
- 3 mai: Ciclonul Nargis devastează Myanmar, omorând peste 100.000 de oameni.
- 4 mai: Peste 134.000 de persoane ucise sau dispărute de ciclonul Nargis în Myanmar, cel mai mare dezastru natural de la Cutremurul din Oceanul Indian din 2004.
- 7 mai: Dmitri Medvedev depune jurământul ca președinte al Rusiei.
- 8 mai: Vladimir Putin este confirmat ca al 10-lea prim-ministru al Rusiei, după votul din Duma de Stat.
- 10 mai: În Myanmar se desfășoară un referendum constituțional prin care se va schița cadrul politic al țării.
- 11 mai: Alegeri locale și parlamentare în Serbia.
- 12 mai: Peste 50.000 de persoane sunt ucise în China de un cutremur care măsoară 7,9 grade Richter. Epicentrul a fost localizat la 90 km vest-nord-vest de Chengdu.
- 13 mai: Alegeri prezidențiale în Liban.
- 14 mai: FC Zenit Sankt Petersburg câștigă Cupa UEFA după victoria de 2-0 împotriva echipei Glasgow Rangers.
- 22 mai: România: Prima ediție a Premiilor Naționale pentru Artă. Premiul pentru Cinematografie i-a revenit lui Cristian Mungiu, premiul pentru Literatură l-a primit Mircea Cărtărescu.
- 24 mai: Finala concursului Eurovision din Serbia câștigată de Rusia. România s-a clasat pe locul 20 din 25 finaliști.
- 25 mai: A început turneul de tenis de la Roland Garros.
- 30 mai: A început cea de-a 7-a ediție a Festivalul Intrenațional de Film Transilvania.

## Decese
- 1 mai: Philip Freiherr von Boeselager, 90 ani, nobil german (n. 1917)
- 1 mai: Geo Pistarino, 90 ani, istoric italian (n. 1917)
- 1 mai: Cornel Popa, 76 ani, regizor de televiziune, român (n. 1932)
- 1 mai: John Howard Rutsey, 55 ani, baterist canadian (Rush), (n. 1953)
- 1 mai: Cornel Popa, regizor de televiziune român (n. 1932)
- 2 mai: Pompiliu Macovei, 96 ani, comunist român (n. 1911)
- 3 mai: Leopoldo Calvo Sotelo, 82 ani, politician spaniol (n. 1926)
- 9 mai: Pascal Sevran, 62 ani, prezentator, producător de televiziune, textier, cântăreț și scriitor francez (n. 1945)
- 9 mai: Stela Teodorescu, 81 ani, psiholog, profesor universitar român, prorector al Universității „Alexandru Ioan Cuza” din Iași (1976-1981), (n. 1926)
- 12 mai: Simion Pop, 77 ani, scriitor român (n. 1930)
- 12 mai: Robert Rauschenberg (Robert Milton Ernest Rauschenberg), 82 ani, artist american (n. 1925)
- 12 mai: Petre Săbădeanu, 75 ani, interpret român de muzică populară (n. 1932)
- 12 mai: Irena Sendler (n. Irena Krzyżanowska), 98 ani, umanistă poloneză (n. 1910)
- 12 mai: Claudio Undari (Robert Hundar), 73 ani, actor italian (n. 1935)
- 13 mai: Colea Răutu (n. Nikolai Rutkovski), 95 ani, actor român (n. 1912)
- 13 mai: Saad Al-Abdullah Al-Salim Al-Sabah, 78 ani, al 4-lea emir al statului Kuwait (2006), (n. 1930)
- 13 mai: Costică Toma, 80 ani, fotbalist (portar) și antrenor român (n. 1928)
- 15 mai: Alexander Courage (n. Alexander Mair Courage, jr.), 88 ani, compozitor american (n. 1919)
- 15 mai: Willis Lamb (Willis Eugene Lamb, jr.), 94 ani, fizician american, laureat al Premiului Nobel (1955), (n. 1913)
- 17 mai: Ioan Iovan, 85 ani, părinte arhimandrit, mare duhovnic și teolog român (n. 1922)
- 20 mai: Gellért Raksányi, 82 ani, actor maghiar (n. 1925)
- 22 mai: Melek Amet, 47 ani, fotomodel român de etnie tătară (n. 1960)
- 22 mai: Robert Lynn Asprin, 61 ani, scriitor american de literatură SF (n. 1946)
- 22 mai: Boris Tropaneț, 43 ani, fotbalist (atacant) și antrenor din R. Moldova (n. 1964)
- 23 mai: Cornell Capa, 90 ani, fotograf maghiar-american (n. 1918)
- 24 mai: Visarion Iugulescu (n. Vasile Iugulescu), 85 ani, călugăr român (n. 1922)
- 26 mai: Sydney Pollack (Sydney Irwin Pollack), 73 ani, actor, regizor, producător american (n. 1934)
- 27 mai: Vasile Bulucea, 77 ani, primar al municipiului Craiova (1973-1976 și 1996-2004), (n. 1931)
- 27 mai: Dimitrie-Doru Todericiu (aka Pierre Carnac), 86 ani, scriitor român (n. 1921)
- 30 mai: Harlan Cleveland, 90 ani, politolog american (n. 1918)